# Burgruine Hohenberneck
Die Burgruine Hohenberneck, auch Neuwallenrode oder Oberes Schloss genannt, ist eine im spätgotischen Stil erbaute Amtsburg des späten Mittelalters. Die Ruine der Höhenburg liegt auf dem Schlossberg von Bad Berneck im oberfränkischen Landkreis Bayreuth in Bayern.
Die Ruine befindet sich in der Nähe der Burgruine Altes Schloss und der Turmburg Alt-Berneck am Ausgang des Kurparks in der Oberstadt von Bad Berneck.

## Geschichte
Im Jahre 1478 wurde Veit von Wallenrode mit dem Burgstall der ehemaligen Walpotenburg, die an dieser Stelle vor 1168 durch Ulrich II. Walpot erbaut wurde, unter der Maßgabe, dort eine Burg zu errichten, belehnt. Veit war zu dieser Zeit Amtmann im Alten Schloss, das direkt unterhalb der Hohenberneck liegt. Das Alte Schloss war seit 1406 an die Wallenrode verpfändet, der Rückkauf erfolgte direkt vor der Belehnung im Jahre 1477, so dass Veit von Wallenrode über die notwendigen Mittel zum Burgenbau verfügte.
Veit von Wallenrode erlebte die Fertigstellung der Burg Neuwallenrode, wie sie zu dieser Zeit genannt wurde, nicht, da er 1499 starb. Seine Töchter verkauften die noch nicht fertiggestellte Burg an den Amtmann von Stein, Albrecht von Wirsberg. Dieser stellte die Burg fertig und verkaufte sie 1501 an Markgraf Friedrich II. von Brandenburg-Kulmbach. 1502 ist der erste Amtmann auf der Hohenberneck, wie die Burg nun hieß, belegt. Der Amtssitz wurde also vom Alten Schloss auf die neue Burg verlegt. Die Rolle der Burg als Amtssitz währte jedoch nur kurz, denn im Jahr 1557 wurde das Amt dem Kastenamt einverleibt, Amtmänner auf der Burg erschienen in der Folge nicht mehr.
Mit der nicht mehr von Amts wegen benötigten Burg wurden von 1557 bis 1736 die von Wallenrode belehnt. Mit Karl Friedrich von Wallenrode, dem letzten Lehnsträger, starb die fränkische Linie derer von Wallenrode aus. 1737 kaufte der Markgraf die Burg zurück. Jedoch schon 1692 wurde die Hohenberneck als ödes, also unbewohntes Schloss bezeichnet und in einer um 1740 datierten Zeichnung ist die Burg ohne Dach zu sehen.  Der Kartograph Johann Christoph Stierlein stellte 1816 eine erstmals sehr präzise Karte des Burgbereichs mit dem noch vorhandenen Bestand fertig.
Am 10. Januar 1872 erwarb die Stadt Berneck die Burg Hohenberneck, die Marienkapelle und das Alte Schloss für 50 Gulden vom Königreich Bayern. Die Stadtväter versprachen damals, „alles aufzubieten, um ihrem weiteren Verfall vorzubeugen“.

## Baubestand
Die einzige bekannte historische Information über den Baubestand der Burg ist ein Beleg, dass 1506 ein Röhrenbrunnen auf die Burg gelegt wurde. Die Burg besaß also fließendes Wasser.

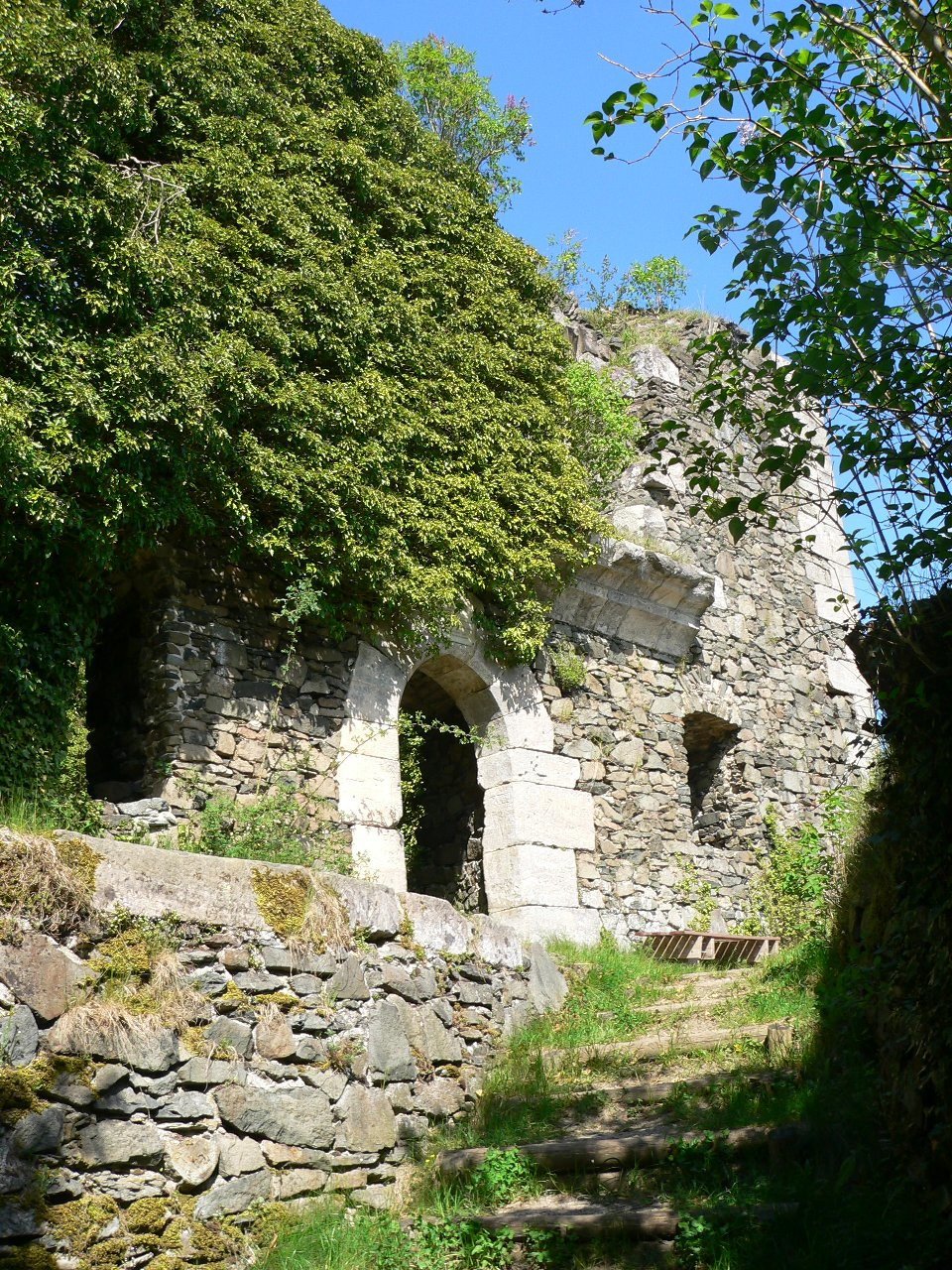
Eingang in den Palas vor der Sanierung

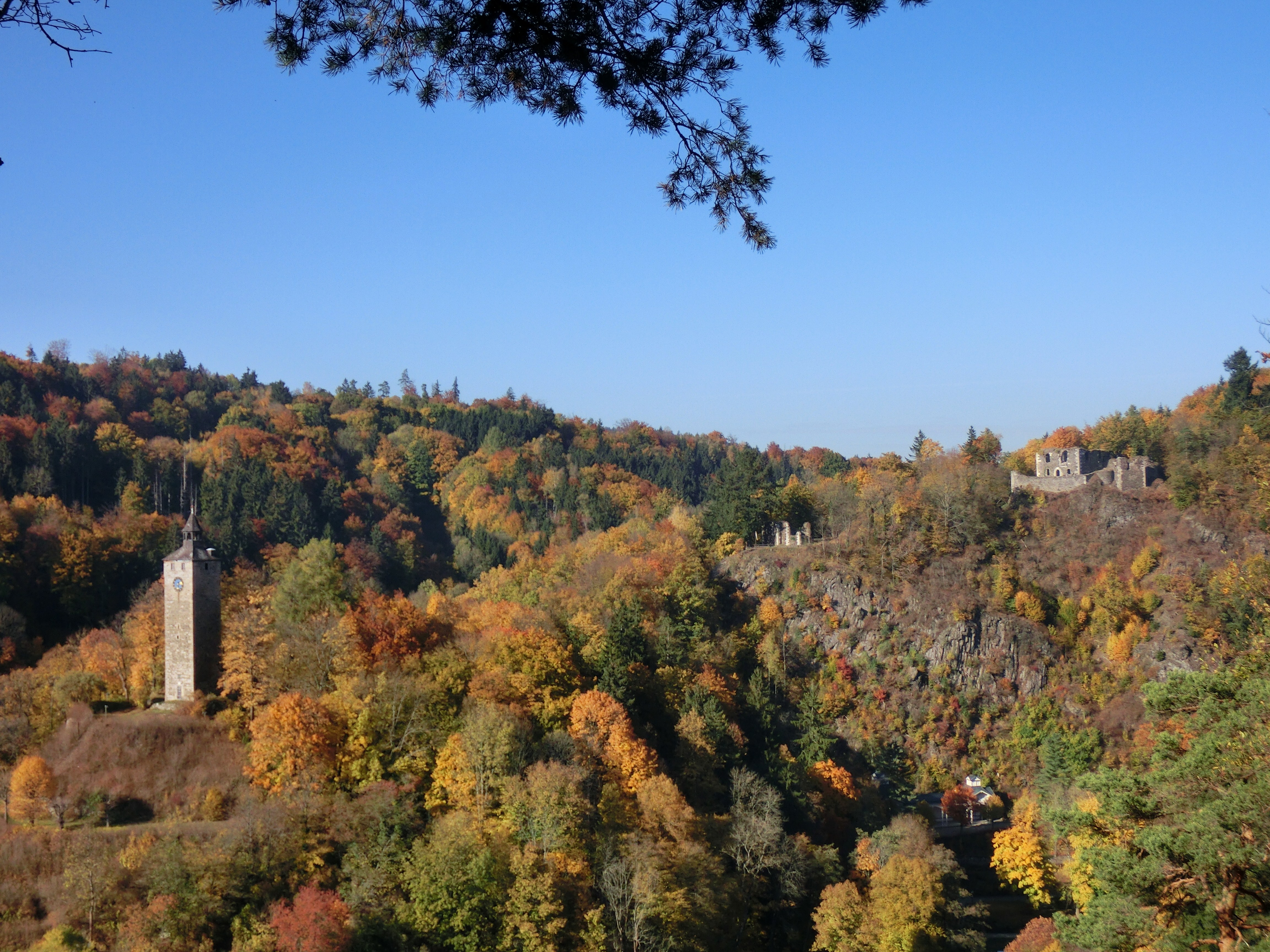
Schloßberg mit Schloßturm (links) und Burgruine Hohenberneck (rechts)

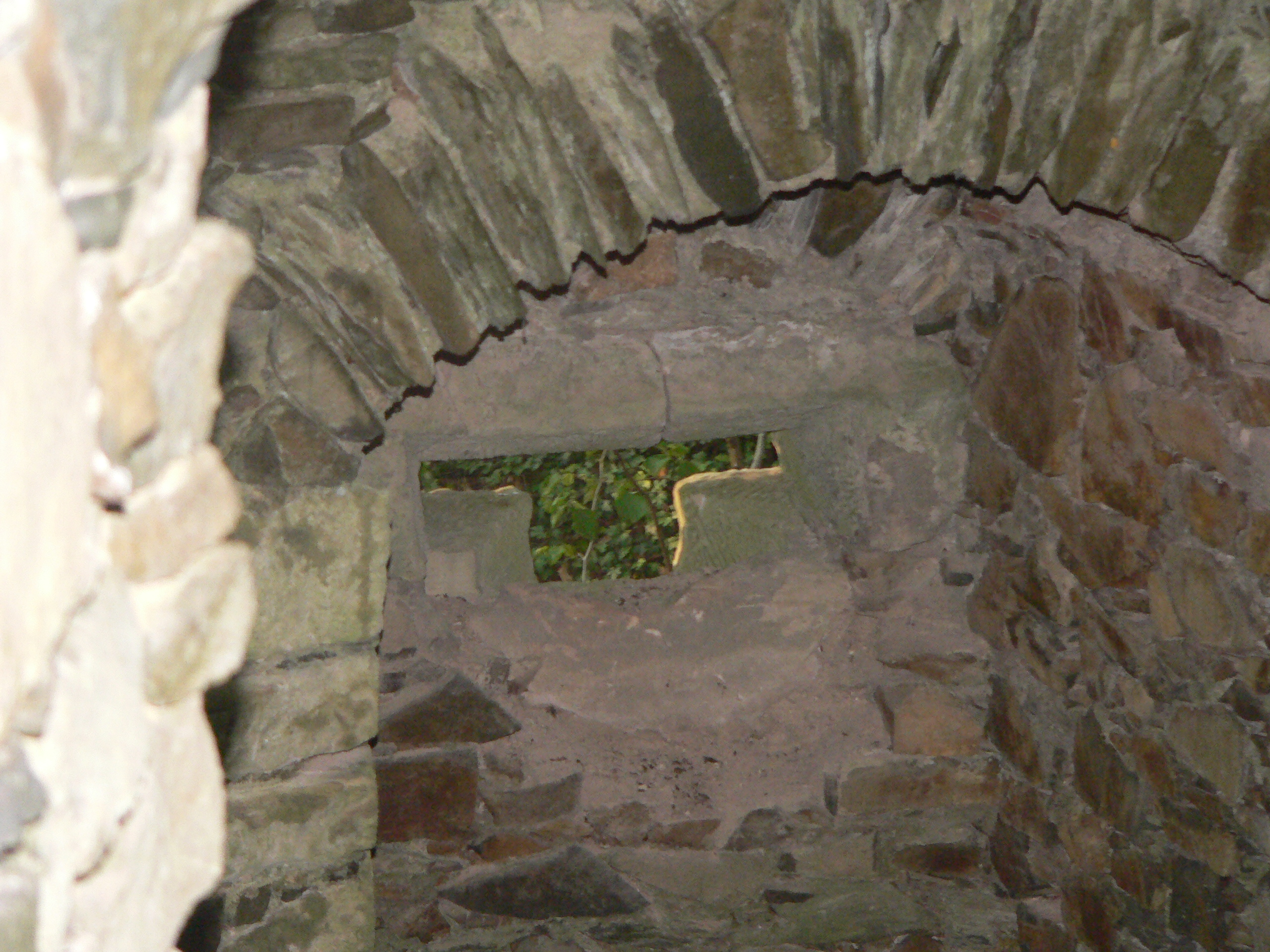
Blick in das Innere des Kanonenturms mit Senkscharten

Die Burg war im Norden – der Angriffsseite – von zwei Wallgräben geschützt. Direkt an der Altstraße befand sich als zusätzliche Wehreinrichtung ein Halbschalenturm. Dieser hatte den Vorteil, dem Feind selbst bei seiner Einnahme keinen Stützpunkt zu liefern, da er nach der Burgseite offen war. Auf der Südseite, in Richtung der Stadt, führte eine Zugbrücke über den kleinen Halsgraben. Die Marienkapelle unterhalb der Burg, die ehemalige Burgkapelle, war in dieses Verteidigungssystem einbezogen.
Die Zugbrücke selbst zeigt deutlich den spätgotischen Stil der Burg. Das oberhalb angebrachte Wappen der Wallenrode verweist schon auf die beginnende Renaissance. In einem Kettenschlitz der Zugbrücke sieht man noch die Umlenkrolle der Zugbrückenketten bzw. -seile. Die heutigen Dreipassfenster waren ursprünglich, wie bei der Marienkapelle als Maulscharten gearbeitet. Zu Seiten der Schießscharte sind Löcher eingelassen, die der Aufnahme des Prellholzes dienten, das den Rückstoß der damals gebräuchlichen Hakenbüchsen auffing.
Im Osten, der Seite des Kurparks, ist ein Turm in die Ringmauer eingegliedert. Die beiden Rundbastionen an den Seiten dieses Turmes sind keine Überreste von ehemaligen Türmen, wie die Übergänge zur Burgmauer zeigen. Neben dem Eingang befand sich ein Wandschrank, der durch die Abdrücke in Mörtel eindeutig als solcher zu identifizieren ist.
Der mächtige Kanonenturm im Nordwesten, im Volksmund auch Hungerturm genannt, diente nie als Turmkerker, sondern war bis auf den Mauerfuß als Verteidigungsbauwerk angelegt. Deutlich zu erkennen sind die einzelnen Stockwerke. Bemerkenswert sind die Senkscharten, die sich auch im Bering befinden. Durch diese Schartenform konnte der Mauerfuß mit Schusswaffen bestrichen werden.
Das dominierende Gebäude der Burg war der Palas oder das Wohngebäude. Bemerkenswert ist die ungleiche Anordnung der Fenster- und Türöffnungen, die dem mittelalterlichen Geschmack entsprach. Den relativen Wohnkomfort einer Burg des ausgehenden Mittelalters zeigen die Reste des Prunkerkers über dem Eingang auf der Südseite. Im Palas selbst befinden sich im Mauerwerk auffällig viele Nischen. Diese dienten meist als „Einbauschränke“ bzw. Regale. In der ganzen Burg ist deutlich zu erkennen, wie die Mauerdicke bereits in der Bauphase für die spätere Innengestaltung berücksichtigt wurde. Selbst der Ausgussstein im Osten ist in die Mauer eingelassen. Die Eingänge zum herrschaftlichen Bereich befanden sich
möglicherweise auf der Westseite im ersten Stock
Die Hohenberneck ist eine sehr späte Burg, gilt doch die Burgenbauperiode in der Mitte des 15. Jahrhunderts als beendet. Der Bau wurde bislang noch nicht wissenschaftlich untersucht.

## Erhaltung der Burg
Die Burgruine war stark ruinös; 2012 wurde eine Bauforschung durchgeführt um die weiteren Maßnahmen bestimmen zu können. Im Jahr 2017 wurde ein Teil des äußeren Berings saniert. Da die Sicherheit auf der Ruine nicht mehr gewährleistet war und Besucher oftmals die Mauern der Burg bestiegen, wurde sie für die Öffentlichkeit gesperrt. Im Dezember 2022 wurden die notwendigen, eineinhalb Jahre dauernden Sanierungsarbeiten vollendet, der gesteckte Kostenrahmen von rund 1,2 Millionen Euro wurde eingehalten. Seit Mai 2023 ist die Burgruine wieder frei zugänglich.